# Tito Falconi
Tito Falconi (Beausoleil, 15 luglio 1907 – ...) è stato un aviatore italiano.
Pilota di grande esperienza della Regia Aeronautica, pluridecorato, partecipò alla Guerra d'Etiopia, alla Guerra civile spagnola e alla Seconda guerra mondiale. Dopo l'armistizio dell'8 settembre 1943 aderì alla Repubblica Sociale Italiana, entrando nella neocostituita Aeronautica Nazionale Repubblicana in seno alla quale ricoprì l'incarico di Ispettore Generale della Caccia italiana. Il 27 agosto 1933 stabilì il primato mondiale di volo rovescio tra Saint Louis e Chicago.

## Biografia
Nacque a Beausoleil, (dipartimento delle Alpi Marittime), Francia, il 15 luglio 1907, si arruolò nella Regia Aeronautica, venendo ammesso a frequentare la Regia Accademia Aeronautica di Caserta, Corso Drago. Passato in servizio permanente effettivo (s.p.e.) il 1º ottobre 1928, uscì dall'Accademia con il grado di sottotenente nel 1929. Si brevettò pilota militare su diversi tipi di aerei, compresi gli idrovolanti e i dirigibili. Nel 1931 fu assegnato al 3º Stormo Caccia Terrestre dove ebbe modo di mettersi in luce per le sue eccezionali qualità di pilota. Nel settembre dello stesso anno fu assegnato alla nuova "Sezione Alta Acrobazia" costituita sull'aeroporto di Bresso, equipaggiata con velivoli da addestramento Breda Ba.19. Nel 1932 avvenne il suo debutto nelle gare di acrobazia aerea sull'aeroporto di El Aouina, in Tunisia.

### Le National Air Races del 1933
Nel 1933, con il grado di tenente, andò negli Stati Uniti d'America per partecipare alle National Air Races tenutesi tra il 1 e il 4 luglio a Los Angeles. Sbarcato dalla nave a New York si trasferì immediatamente in California dove trovò altri grandi piloti  acrobatici: Ernst Udet, James Wendell Al Williams e Milo Burcham detentore del record mondiale di volo rovescio conquistato a spese dell'italiano Willy Bocola nel mese di luglio. Durante le World Fair tenutesi a Chicago ingaggiò una sfida con il pilota statunitense Burcham per stabilire il primato mondiale di volo rovescio.
Il 13 agosto decollò dall'aeroporto di Los Angeles a bordo di un velivolo Caproni Ca.113 (matricola I-ACCA), e volando sul circuito Los Angeles-Santa Barbara-Los Angeles per 1h 15' e 20"  stabilì il nuovo record mondiale. L'americano Burcham si riprese subito il record volando rovesciato su San Diego per 1h 38' e 45”. Il giorno seguente egli stabilì un nuovo record, volando da Los Angeles a Santa Barbara in 2h 8' e 54”. Il 18 agosto Burcham si riprese il record portandolo a 2h 20' e 23”. Durante il periodo trascorso in California ebbe modo di conoscere numerose celebrità di Hollywood come le attrici Jean Harlow e Mary Pickford e l'attore Harold Lloyd. 
Il 27 agosto stabilì nuovamente il primato mondiale di volo rovescio volando da Saint Louis a Chicago (420 km) in 3 ore, sei minuti e 39 secondi. Sei mesi dopo Burcham tentò nuovamente di battere il record, ma stabilì solamente il nuovo primato americano con 3h e 15”, ma lo conquistò definitivamente nel mese di dicembre.
Dopo essere rientrato in Italia, nel 1935 partecipò alla guerra d'Etiopia come comandante della 103ª Squadriglia basata a Gura (Eritrea), equipaggiata con i ricognitori IMAM Ro.37 Lince. Al comando di questa unità eseguì numerose missioni di ricognizione strategica, ma partecipò anche ad attacchi al suolo contro le truppe abissine, compresa la presa di Sardò. Durante un mitragliamento sul campo d'aviazione di Addis Abeba rimase gravemente ferito alla mascella sinistra da due colpi di mitragliatrice. Prese parte poi alla guerra civile spagnola combattendo come pilota da caccia nelle file della 32ª Squadriglia  dell'Aviazione Legionaria, ottenendo alcune vittorie aeree. Rientrato in patria riprese servizio nelle file del 3º Stormo, allora equipaggiato con i caccia Fiat C.R.32.

### La seconda guerra mondiale
All'atto dell'entrata in guerra del Regno d'Italia, il 10 giugno 1940, comandava il 23º Gruppo del 3º Stormo Caccia Terrestre, equipaggiato coni caccia biplani Fiat C.R.42 Falco,  basato sull'aeroporto di Cuneo-Cervere. L'altro gruppo dello Stormo, il 18º Gruppo caccia al comando del maggiore pilota Ferruccio Vosilla, era distribuito sugli aeroporti di Novi Ligure e Alessandria. Il suo reparto prese parte alla breve guerra contro la Francia operando sul fronte occidentale. Il 15 giugno partecipò ad una grande operazione di attacco contro gli aeroporti francesi della Francia meridionale. Il 9 luglio il 23º Gruppo fu trasferito a Comiso, in Sicilia per operare contro l'isola di Malta. Il 7 settembre reclamò l'abbattimento di un caccia Hawker Hurricane del No.261 Squadron su La Valletta.
Il 16 dicembre il reparto, ora Gruppo Autonomo, fu trasferito a Tripoli, in Africa settentrionale. Il 5 gennaio 1941 venne promosso al grado di tenente colonnello. Il 1º marzo il reparto, ormai decimato dalle operazioni belliche ritorno in Italia, per riequipaggiarsi con i monoplani Aermacchi C.200 Saetta, ma verso la fine del mese il 23º Gruppo fu nuovamente trasferito in Sicilia per operare contro Malta.  Nel corso di questo periodo egli effettuò alcune missioni di caccia notturna su Palermo volando a bordo di un C.200 dipinto di nero. Nel mese di maggio del 1942 assunse il comando del 3º Stormo, mentre il reparto iniziava a ricevere i nuovi caccia Aermacchi C.202 Folgore, e ritornava in Africa settentrionale, basandosi sull'aeroporto di Abu Haggag, per opere in seno alla 5ª Squadra aerea. Al comando del 3º Stormo prese parte alle fasi finali della campagna in Africa settentrionale, combattendo anche in Tunisia. Alla fine del mese di marzo del 1943 lo Stormo rientrò in Italia, riposizionandosi a Caselle Torinese. Con l'invasione del territorio nazionale lo Stormo fu rimandato in prima linea, schierandosi sull'Aeroporto di Furbara-Cerveteri, mentre arrivavano i primi esemplari del nuovo caccia Aermacchi C.205 Veltro.

### Nell'Aeronautica Nazionale Repubblicana
L'8 settembre dello stesso anno venne firmato l'armistizio con gli anglo-americani, e i piloti del 3º Stormo diedero alle fiamme i propri velivoli per non farli catturare dai tedeschi.  Pochi giorni dopo ebbe un incontro a Roma con il generale di brigata aerea Arrigo Tessari (comandante del 53º Stormo), il colonnello Ernesto Botto (comandante della Scuola Caccia di Gorizia) e a vari altri ufficiali come il colonnello Angelo Tondi, pilota personale di Mussolini, sull'opportunità di costituire una "legione straniera aerea" al fianco della Luftwaffe che, sebbene vi fosse una diffidenza maturata da alcuni ufficiali verso i tedeschi che avevano già internato migliaia di militari italiani, tale opportunità era vista come l'unica possibilità per continuare a combattere le aviazioni Alleate che stavano bombardando il suolo dell'Italia. Aderì quindi alla Repubblica Sociale Italiana, ed entrò nella neocostituita Aeronautica Nazionale Repubblicana, per cui nel mese di ottobre il Feldmaresciallo Albert Kesselring lo nominò Ispettore Generale della Caccia Italiana con il compito di costituire i primi reparti da caccia dell'A.N.R.
Dopo le dimissioni del colonnello Botto dalla carica di Segretario di stato per l'aviazione, il quale era entrato in aperto contrasto con il gerarca Roberto Farinacci e il comandante della 2ª Luftflotte, Feldmaresciallo Wolfram von Richthofen, venne nominato al suo posto il generale di brigata aerea Arrigo Tessari. Quest'ultimo era apertamente filotedesco e cercò di favorire l'annessione dell'Aeronautica Nazionale Repubblicana in seno alla Luftwaffe, appoggiato in questa decisione sia da Falconi che dal colonnello Fagnani. Il 25 agosto 1944 von Richthofen diede il via alla Operazione Phoenix, che verteva nell'incorporamento dell'A.N.R. in seno alla Luftwaffe con la costituzione della Legione Azzurra. La strenua opposizione al progetto del nuovo Sottosegretario di stato all'aeronautica Manlio Molfese diede il tempo a Mussolini di ottenere da Hitler l'annullamento di tale tentativo. Il fallimento dell'Operazione Phoenix portò all'esautorazione di von Richthofen, e alla sua sostituzione, avvenuta il 6 settembre, con il generale di origine bavarese Maximilian Ritter Pohl.

### Annotazioni
1. ↑  Grande assente era il pilota francese Michel Détroyat, vittima di un incidente aereo, fortunatamente senza conseguenze, durante un volo di trasferimento dall'aeroporto di Le Bourget a Marsiglia.
2. ↑  Vincitore quell'anno del Thompson Trophy.
3. ↑  Pilota istruttore presso l'Aeroclub di San Diego.
4. ↑  Migliorò anche il precedente primato italiano, realizzato dal capitano Raffaele Colacicchi, che il 12 gennaio dello stesso anno aveva volato sull'aeroporto di Roma-Centocelle, Roma, per 41 minuti e 37 secondi a bordo di un velivolo Breda Ba.19.
5. ↑  Falconi si era portato a Chicago per partecipare al locale Salone dell'Aeronautica, che si teneva contemporaneamente all'Esposizione Universale.
6. ↑  Tale record rimase imbattuto fino al 1991.
7. ↑  Formato da 70ª (Capitano Ottorino Fargnoli), 74ª (Capitano Guido Bobba) e 75ª (Capitano Luigi Filippi) Squadriglia.
8. ↑  Lo Stormo era al comando del colonnello pilota Fortunato Rolando, ed apparteneva alla 3ª Divisione Caccia Terrestre "Borea", basata sull'aeroporto di Caselle, Torino al comando del generale di brigata aerea Silvio Scaroni.
9. ↑  Formato da 83ª, 85ª e 95ª Squadriglia dotate di Fiat C.R.42 Falco.
10. ↑  Fino a quel tempo comandante della contraerea tedesca (Flak) in Italia.

### Fonti
1. 1 2 3 4 5 6 7 8 9 10  Lucchini 2000, p. 36.
2. 1 2  Ufficio Storico dell'Aeronautica Militare 1969, p. 88.
3. 1 2 3  Lucchini 2000, p. 37.
4. 1 2 3  Lucchini 2000, p. 33.
5. 1 2 3 4 5 6 7 8  Lucchini 2000, p. 34.
6. 1 2  Lucchini 2000, p. 35.
7. ↑  Lioy 1965, p. 40.
8. 1 2 3 4 5 6 7  Ufficio Storico dell'Aeronautica Militare 1977, p. 25.
9. 1 2 3  Lioy 1965, p. 27.
10. ↑  Logoluso 2010, p. 40.
11. 1 2  Gustavsson, Slongo 2009, p. 10.
12. 1 2  Gustavsson, Slongo 2009, p. 24.
13. ↑  Ufficio Storico dell'Aeronautica Militare 1977, p. 27.
14. 1 2 3 4 5  Ufficio Storico dell'Aeronautica Militare 1977, p. 26.
15. ↑   Arrigo Tessari, su fondazionersi.org. URL consultato il 23 dicembre 2012.
16. 1 2  D'Amico, Valentini 1986, p. 4.
17. ↑  Molteni 2012, p. 453.
18. 1 2 3 4  D'Amico, Valentini 1986, p. 10.
19. ↑  Ordine militare d'Italia sul sito della Presidenza della Repubblica
20. ↑  Gazzetta Ufficiale del Regno d'Italia n.223, 26 settembre 1941.
21. ↑  Gazzetta Ufficiale del Regno d'Italia n.86 del 14 aprile 1937, pag.1364.
22. ↑  Bollettino Ufficiale 12 luglio 1941, dispensa 28ª, registrato alla Corte dei Conti addì 24 giugno 1941, registro n.16 Aeronautica, foglio 295.